# 박소 (전한)
박소(薄昭, ? ~ 기원전 170년)는 전한 전기의 군인이자 외척으로, 오군 사람이다. 문제의 생모 효문태후의 동생이다.

## 행적
누이 효문태후는 고제와 혼인하여 유항을 낳았다. 박소는 고제 때 낭(郞)이 되어 종군하였는데, 유항이 대나라 왕으로 봉해졌을 때 효문태후와 함께 대나라로 갔다.
고후 8년(기원전 180년), 고후가 죽고 여씨가 주멸되어 유항이 황제로 추대되었다(문제). 중대부(中大夫) 박소는 문제를 영접하였고, 문제 즉위 후 거기장군이 되고 지후(軹侯)에 봉해져 식읍 1만 호를 받았다.
회남여왕이 교만하게 행동하니, 박소는 문제의 명으로 회남여왕을 간하는 글을 보내게 하였다.

## 죽음
문제 10년(기원전 170년), 조정의 사자를 죽인 죄로 스스로 목숨을 끊었고, 작위는 아들 박융노가 이었다.
박소의 죽음에 대해서는 정씨(鄭氏)와 여순(如淳)이 서로 다른 일화를 기록한 것이 전해지는데, 그 내용은 각각 이러하다.
1. 박소가 조정의 사자를 죽였는데, 문제는 차마 그를 죽일 수 없어서 공경들을 시켜 박소와 함께 술을 마시게 하는 한편 그에게 자결을 종용하였다. 그러나 박소는 따르지 않았고, 문제는 이번에는 신하들을 박소에게 보내 곡을 하게 하였다. 결국 박소는 스스로 목숨을 끊었다.
2. 박소는 문제와 육박을 놀아서 졌다. 이윽고 술을 마시게 되었는데 시랑(侍郞)이 박소의 잔에는 술을 조금만 따랐고, 다른 시랑이 그 모습을 보고 웃었다. 웃은 시랑은 나중에 휴가를 얻어 쉬던 중 박소의 자객에게 죽었고, 문제는 박소에게 자결을 종용하였다.

안사고는 위 일화를 문제기에 주석으로 달아 소개하는 한편, 외척은택후표에 따르면 박소는 조정의 사자를 죽인 죄로 죽었다고 하니 정씨의 일화가 옳다고 하였다.

## 출전
- 사마천, 《사기》
  - 권10 효문본기
  - 권19 혜경간후자연표
- 반고, 《한서》
  - 권4 문제기
  - 권18 외척은택후표
  - 권19하 백관공경표 下
  - 권44 회남형산제북왕전
  - 권97상 외척전 上

| 선대 (5년 전) 유조 | 전한의 지후 기원전 179년 정월 을사일 ~ 기원전 170년 | 후대 아들 지역후 박융노 |